# ロバート・クリスティソン

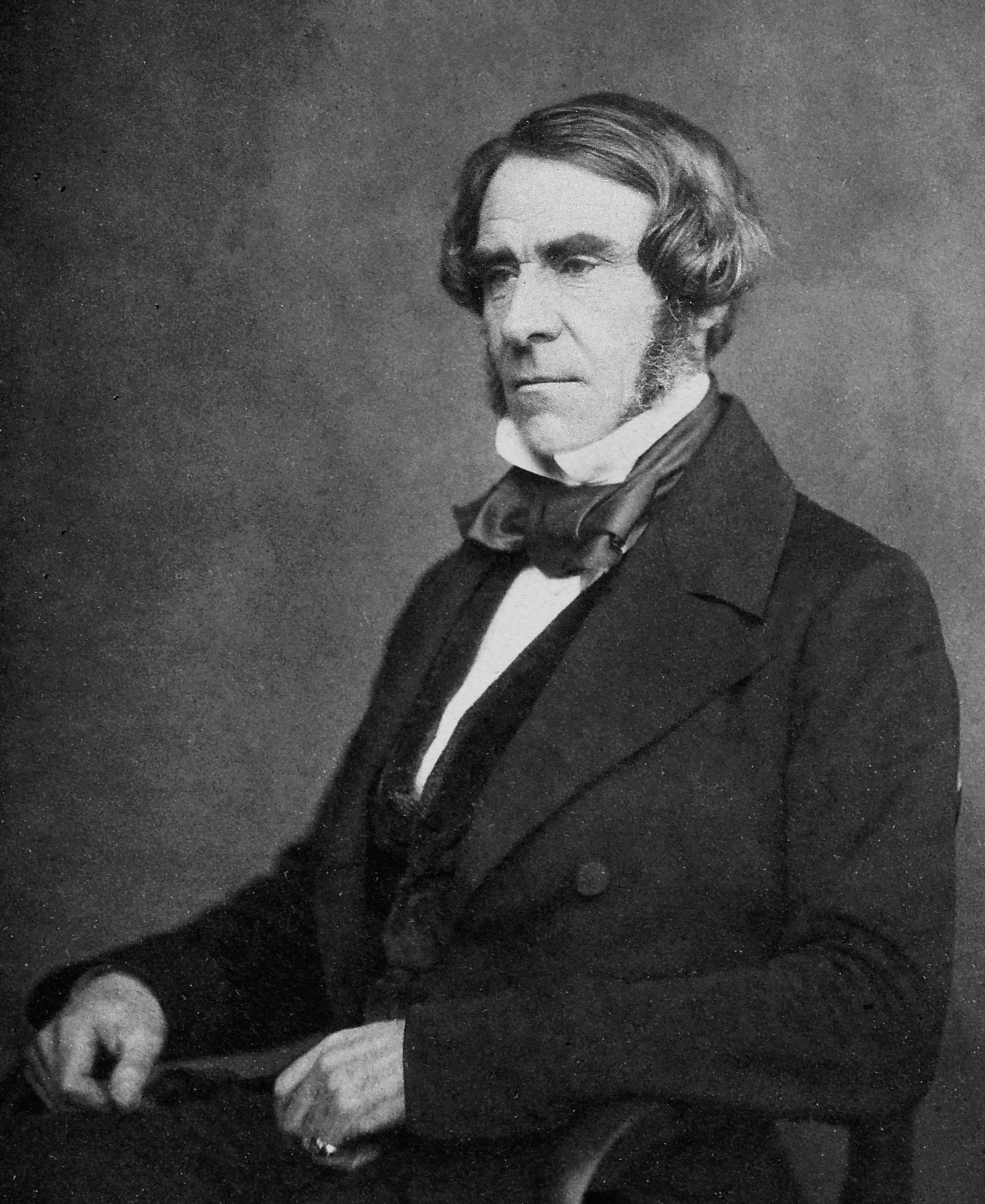
ロバート・クリスティソン

ロバート・クリスティソン（Sir Robert Christison, 1st Baronet, FRSE FRCSE FRCPE、1797年7月18日 - 1882年1月27日）は、スコットランドの医学者である。毒物学（toxicology）、薬学、法医学の分野で知られる。エディンバラ王立科医師会（Royal College of Physicians of Edinburgh）の会長や英国医師会(British Medical Association)の会長を務めた

## 略歴
エディンバラで生まれた。父親のアレイサンダー・ クリスティソン(Alexander Christison FRSE:1753–1820)は数学者でエディンバラ大学の倫理学を務めた人物で、双子の弟は聖職者になった。エディンバラ大学で医学を学び、1819年に卒業した。しばらくロンドンで外科医のジョン・アバネシー(John Abernethy）や ウィリアム・ローレンス(William Lawrence)のもとで学んだ後、パリに渡り、分析化学をピエール＝ジャン・ロビケ(Pierre Jean Robiquet)に、毒物学をマチュー・オルフィラ(Mathieu Orfila)に学んだ。1822年にエディンバラ大学に戻り、法医学の教授となった。特に毒物学の分野ですぐに権威としての地位を得て、1829年にはよく知られた著作を発表した。研究のために自ら毒のあるカラバルマメ(Physostigma venenosum)を食べてみることもした。1827年から1832年の間、エディンバラ王立保健所(Royal Infirmary of Edinburgh)の常任医(physician-in-ordinary)を務めた。1829年にスコットランド王室の医療官を務め、多くの上流階級の犯罪の裁判での証人を務めた。
1832年にエディンバラ大学の法医学の教授から、薬学、治療学(therapeutics)の教授に転じ、1855年までは臨床医学(clinical medicin)の教授も兼任し、1877年までその職にあった。医学委員会(General Medical Council）の委員長として、イギリス最初の薬局方、 "Pharmacopoeia of Great Britain and Ireland" を編纂し、1842年にその解説、"Dispensatory" を出版した。
それらの業績によって名声を得、多くの患者を個人的に診療し、1848年にヴィクトリア女王の医師に任じられ、1871年に准男爵に叙せられた。1848年から1868年の間、エディンバラ王立協会の副会長を務め、1868年から1873年の間会長を務めた。1882年にエディンバラで没した。
クリスティソンは女性が医学の教育を受け、医師となることに反対したことで知られる。1869年にエディンバラ大学での医学の講義に参加するのを求めたソフィア・ジェクス＝ブレークとそれに同調した女子学生の7人、「エディンバラ・セブン」の講義参加に反対する人物となった。大学や社会において有力な人物であったのでその影響は大きかった。1870年にエディス・ピーチーが成績優秀で奨学金を受ける権利をえた時、副学長に「自然は女性を子供を生み家事を行うように作り、知性と体力には欠けている。したがって多くの女性が学問の世界に入ってくると、全体のレベルが下がることになる。」として反対した。1873年に結局、エディンバラ大学は女子学生に学位を出さないことになった。

## 著作
- A Dispensatory, or Commentary on the Pharmacopoeias of Great Britain : comprising the natural History, Description, Chemistry, Pharmacy, Actions, Uses, and Doses of the Articles of the Materia Medica. 	
  - 2nd Ed. with 213 Ill. / by R. Eglesfeld Griffith. Philadelphia : Lea & Blanchard, 1848. Digital edition by the University and State Library Düsseldorf